# Ṵ̀
Cette page contient des caractères spéciaux ou non latins. S’ils s’affichent mal (▯, ?, etc.), consultez la page d’aide Unicode.
Ṵ̀ (minuscule : ṵ̀), appelé U tilde souscrit accent grave, est un graphème utilisé dans l’écriture du mbèlimè ou du nateni.
Il s’agit de la lettre U diacritée d’un tilde souscrit et d’un accent grave.

## Représentations informatiques
Le U tilde souscrit accent grave peut être représenté avec les caractères Unicode suivants :
- précomposé (latin étendu additionnel, diacritiques)[1],[2] :

| formes    | représentations | chaînes de caractères | points de code | descriptions                                                      |
| --------- | --------------- | --------------------- | -------------- | ----------------------------------------------------------------- |
| capitale  | Ṵ̀               | Ṵ◌̀                    | U+1E74 U+0300  | lettre majuscule latine u tilde souscrit diacritique accent grave |
| minuscule | ṵ̀               | ṵ◌̀                    | U+1E75 U+0300  | lettre minuscule latine u tilde souscrit diacritique accent grave |

- décomposé (latin de base, diacritiques) :

| formes    | représentations | chaînes de caractères | points de code       | descriptions                                                                  |
| --------- | --------------- | --------------------- | -------------------- | ----------------------------------------------------------------------------- |
| capitale  | Ṵ̀               | U◌̰◌̀                   | U+0055 U+0330 U+0300 | lettre majuscule latine u diacritique tilde souscrit diacritique accent grave |
| minuscule | ṵ̀               | u◌̰◌̀                   | U+0075 U+0330 U+0300 | lettre minuscule latine u diacritique tilde souscrit diacritique accent grave |